# HD24769
HD24769 — хімічно пекулярна зоря спектрального класу B9, що має видиму зоряну величину в смузі V приблизно  6,0.
Вона  розташована на відстані близько 531,2 світлових років від Сонця.

## Фізичні характеристики
Телескоп Гіппаркос зареєстрував фотометричну змінність  даної зорі з періодом    1,49 доби в межах від  Hmin= 6,09 до  Hmax= 6,04.

## Пекулярний хімічний вміст
Зоряна атмосфера HD24769 має підвищений вміст 
Si
.